# Barco de pedra de Blomsholm
O barco de pedra de Blomsholm é o 3.o maior barco de pedra da Era Viquingue na Suécia. Está localizado em Blomsholm, a 7 km a noroeste da cidade de Strömstad, na província histórica da Bohuslän. O monumento é composto por 49 pedras, de 4 metros na proa e na popa e 1 metro no meio do barco, representando um navio com 49 metros de comprimento e 9 de largura. Foi construído no fim da Era Viquingue, numa época em que o nível da água do mar quase chegava ao próprio monumento.